# Андроник Кантакузин (1334 – 1347)
Андроник Кантакузин (на гръцки: Ανδρόνικος Καντακουζηνός, 1334 – 1347) е третият и най-малък син на византийския император Йоан VI Кантакузин и на съпругата му Ирина Асенина.
Роден е през 1334 г., за което се съди по думите на Йоан VI Кантакузин, който в историята си споменава, че през 1345 г. синът му Андроник все още нямал 12 години. Роден е вероятно в Константинопол и е най-малкото от децата на Кантакузин: има двама братя – Матей и Мануил, и три сестри – Мария, Теодора и Елена. По майчина линия е правнук на византийския император Михаил VIII Палеолог и на българския цар Иван Асен III.
Избухването на гражданската война между Йоан Кантакузин и останалите регенти на Йоан V Палеолог през есента на 1341 г. заварва малкия Андроник в Константинопол, където по това време той се намирал заедно с баба си Теодора, която се грижела за него в отсъствието на родителите му, и със снаха си Ирина Палеологина, съпруга на по-големия брат на Андроник – Матей Кантакузин. Заедно с тях Андроник първоначално е поставен под домашен арест, а малко по-късно е затворен под стража по нареждане на Алексий Апокавк.
Андроник Кантакузин умира през 1347 г. по време на първата чумна епидемия в Константинопол, малко след края на гражданската война.

## Цитирана литература
- ((en)) Nicol, Donald (1968). The Byzantine family of Kantakouzenos (Cantacuzenus) ca. 1100–1460: A Genealogical and Prosopographical Study. Washington, District of Columbia: Dumbarton Oaks Center for Byzantine Studies
- ((en)) McLaughlin, Brian Steven (2017). An Annotated Translation of John Kantakouzenos’ Histories, Book III, Chapters 1-30 (Thesis submitted for the degree of Doctor of Philosophy). Royal Holloway, University of London
- ((de)) Trapp, Erich; Beyer, Hans-Veit; Walther, Rainer et al. (2001) [1976–1996]. Prosopographisches Lexikon der Palaiologenzeit, CD-ROM. Wien: Verlag der Österreichischen Akademie der Wissenschaften, ISBN 3-7001-3003-1, https://archive.org/details/ErichTrappProsopographischesLexikonDerPALAIOLOGENZEIT/mode/2up